# 예천 오천서당록
예천 오천서당록(醴泉 浯川書堂錄)은 대한민국 경상북도 예천군 예천읍에 있는 책이다. [(한국국학진흥원]]에 보관하고 있다. 2017년 4월 24일 경상북도의 유형문화재 제504호로 지정되었다.

## 지정 사유
오천서당은 예천 내성천의 오천을 중심으로 한 20여 문중의 유림이 자제를 교육하기 위해 설립한 서당이다. 처음에는 훈장이 자영한 서당으로 보이나, 유력한 26개 가문이 참여하는 서당으로 발전하여 철종 10년(1859)경의 기록을 통해 보아 당시에는 서원에 육박하는 규모였던 것으로 보인다.
문화재로 신청된 『浯川書堂錄』은 총 3冊으로 제1책은 인조 5년(1627)∼ 순조 17년(1817)까지 추록된 명부이고, 제2책은 헌종 9년(1843) 추록된 명부로서 도합 2,313명이 수록되어 있다. 서당 학생의 명부라기보다는 계안(契案) 혹은 서당 교육이나 운영에 관여한 사족들의 명단으로 추정된다. 명단에는 대과 급제자 15명과 소과 합격자 41명 등 모두 60명에 달하는 입격자의 정보가 수록되어 있다. 제3책에는 서당운영의 기반이 되는 전답, 경제력을 알 수 있는 자료, 임야를 둘러싼 소송 등 서당과 관련한 다양한 자료가 수록되어 있다.
『浯川書堂錄』에는 기존의 서당관련 사료에서 발견할 수 없는 풍부한 역사적 사실이 포함되어 있다. 일반적으로 서당은 서원과는 달리 설립, 취지, 운영, 교육에 관한 구체적인 자료가 남아있지 않은데 이 책에는 상당량의 자료가 실려 있어 예천 서당교육사와 향토사 연구의 중요한 자료가 되므로 유형문화재로 지정한다.

## 지정 내역
| 번호  | 명칭            | 재료 | 구조·형식·형태 | 규격        | 수량 | 기타특징             |
| ----- | --------------- | ---- | -------------- | ----------- | ---- | -------------------- |
| 501호 | 醴泉 浯川書堂錄 | 3冊  | 3冊            | 3冊         | 3冊  | 3冊                  |
| -1)   |                 | 紙   | 寫本           | 34.5×37.5㎝ | 1冊  | - 철종 13(1862년) 경 |
| -2)   |                 | 紙   | 寫本           | 35.5×33.0㎝ | 1冊  | - 철종 13(1862년) 경 |
| -3)   |                 | 紙   | 寫本           | 17.5×28.0㎝ | 1冊  | - 철종 13(1862년) 경 |

## 참고 문헌
- 예천 오천서당록 - 국가유산청 국가유산포털